# Vil·la Montserrat (Tibidabo)
La Vil·la Monserrat és un edifici residencial del barri de Vallvidrera, el Tibidabo i les Planes de Barcelona, situat al camí de Sant Cugat, número 28, declarat bé amb elements d'interès (C).
Construït el 1916 per l'arquitecte Josep Masdéu i Puigdemasa, és un habitatge unifamiliar aïllat, d'estil modernista, de planta rectangular, planta baixa, planta pis i coberta a dues aigües. És de línies senzilles però representatiu de l'arquitectura de transició cap al noucentisme. Els esgrafiats de les façanes i el tractament d'alguns dels ferros (baranes i tanca) tenen encara reminiscències modernistes. Tanca el solar un mur de maçoneria, amb acabat ceràmic, que serveix de base d'una tanca de ferro.
L'edifici fou transformat en bifamiliar amb la col·laboració d'una escala exterior.